# Сестринська справа
Сестринська справа — частина системи охорони здоров'я, що включає діяльність по зміцненню здоров'я населення, профілактику захворювань, надання психосоціальної допомоги і догляду особам, які мають фізичні та психічні захворювання, а також непрацездатним людям всіх груп.
Підхід до сестринської справи, точніше визначення його рамок, функції і форми організації сестринського персоналу різняться в різних регіонах, і залежать від особливості національної культури, рівня системи охорони здоров'я, демографічної ситуації та інших факторів. Разом з тим, сестринська справа, як важлива частина системи охорони здоров'я, має універсальний характер.
Професійне навчання за спеціальністю «Сестринська справа» проходять в спеціалізованих  закладах вищої, фахової передвищої та професійної (професійно-технічної) освіти. Медсестри і медбрати становить найчисленнішу категорію працівників охорони здоров'я. Вони є помічниками лікаря в лікувально-профілактичних установах, виконують лікарські призначення та здійснюють сестринський процес.

## Історія
Одна із засновниць сестринської справи в його сучасному розумінні, реформатор британської системи охорони здоров'я, сестра милосердя Флоренс Найтінгейл писала в «Записках про догляд», що сестринська справа — це дії з використання середовища, що оточує пацієнта, з метою сприяння його одужання. Найтінгейл досліджувала зв'язок між станом здоров'я пацієнта і факторами навколишнього середовища і розробила концепцію навколишнього середовища як компонента сестринської справи. Вона сформулювала відмінності між лікарською діяльністю і сестринською справою, і відзначала, що останнє потребує практичної та наукової підготовки, відмінної від лікарської підготовки, вимагає спеціальних знань і навичок, і потребує специфічної організації.

## Визначення поняття
За визначенням Міжнародної ради медичних сестер, сестринська справа являє собою індивідуальний і спільний догляд за людьми різного віку, груп і громад, хворих або здорових, і в будь-яких станах.[джерело?] Сестринська справа включає в себе пропаганду і підтримку здорового способу життя, профілактики захворювань та догляду за хворими, інвалідами та вмираючими. Сприяння безпечному довкіллю, наукові дослідження, участь у формуванні політики в галузі охорони здоров'я та управління системами охорони здоров'я, і освіта також є ключовими ролями медсестер і медбратів.

## Обов'язки
Типовими професійними обов'язками медсестри і медбрата є надання термінової долікарської допомоги, асистування лікарям у проведенні операцій, догляд за хворими в лікарнях і амбулаторно, виконання таких медичних процедур, як ін'єкції  і вимірювання артеріального тиску, видача хворим ліків, робота з медичною документацією (рецепти, довідки, направлення на обстеження). Деякі спеціалізації сестринської справи вимагають додаткового вузькоспеціального навчання.[джерело?]

## Емблема
У 1999 році, з нагоди 100 -річчя Міжнародної ради медичних сестер, емблема Ради, Біле серце, була офіційно прийнята як всесвітній символ медичних сестер.[джерело?]

## Наукова періодика
Станом на 2023 рік в світі існує більше 200 наукових журналів, присвячених сестринській справі. Ці журнали публікують статті наукових досліджень, оглядові статті та огляди літератури, описи клінічних випадків, створені і націлені на аудиторію медичних сестер. Приклади таких публікацій:
- Green A. A., & Kinchen E. V. (2021). Вплив медитації усвідомленості на стрес і вигорання у медсестер. Journal of Holistic Nursing, 39(4), 356–368. doi:10.1177/08980101211015818.
- Surya Melti; Zuriati Zuriati та ін. (2020). Медсестринська ароматерапія з використанням лаванди з есенцією троянди для лікування післяопераційного болю. Enfermería Clínica (ісп.) 30. doi:10.1016/j.enfcli.2020.02.001.
- Schneider M. A. (2018). Вплив прослуховування музики на післяопераційний біль у дорослих ортопедичних пацієнтів (англ.) Journal of Holistic Nursing, 36(1), 23–32. doi:10.1177/0898010116677383.

### Книги
- Історія медицини і медсестринства: навчальний посібник (ВНЗ І—ІІІ р. а.) / Л.Ф. Луцик, В.Р. Малюта, В.І. Мельник та ін. / К.: ВСВ «Медицина», 2018. - 376 с.+32 кол. ISBN 978-617-505-546-5
- Сестринська справа: підручник (ВНЗ І—ІІІ р. а.) / Н.М. Касевич, І.О. Петряшев, В.В. Сліпченко та ін.; за ред. В.І. Литвиненка. — 3-є вид., випр., 2017. - 816 с. ISBN 978-617-505-362-1.

### Журнали
- Journal of Advanced Nursing
- Worldviews on Evidence-Based Nursing
- Journal of Holistic Nursing
- Evidence-based Nursing
- Advances in Nursing Science
- та багато інших.

### Статті
- Green A. A., & Kinchen E. V. (2021). Вплив медитації усвідомленості на стрес і вигорання у медсестер. Journal of Holistic Nursing, 39(4), 356–368. doi:10.1177/08980101211015818.